# Американо-івуарійські відносини
Американо-івуарійські відносини — двосторонні дипломатичні відносини між Сполученими Штатами Америки та Кот-д'Івуаром. Кот-д'Івуар – одна з найбільш проамериканських країн в Африці та у світі: 85% населення позитивно ставилися до США в 2002 році, а 2007 року цей показник підвищився до 88%.

## Історія
Наприкінці 1980-х років відносини Кот-д'Івуару з США були міцними, хоч і менш близькими, ніж його зв'язки з колишньою метрополією – Францією. У середині 1980-х Кот-д'Івуар був однією з найлояльніших до США африканських країн в Генеральній Асамблеї ООН. Кот-д'Івуар підтримував політику Сполучених Штатів щодо Чаду, Західної Сахари, південної Африки та Ізраїлю. Уряд Кот-д'Івуару рішуче схвалив політику Сполучених Штатів проти лідера Лівії Муаммара Каддафі, особливо у світлі чуток про те, що лівійці вербують і навчають агентів в Буркіна-Фасо, задля проникнення в Кот-д'Івуар. Державний секретар США Джордж Шульц відвідав Абіджан 1986 року після візиту президента Фелікса Уфуе-Буаньї до Вашингтона 1983 року.
Сполучені Штати продовжували залишатися провідним торговим партнером Кот-д'Івуару після Франції. Вродовж Холодної війни політики у Вашингтоні продовжували вказувати на Кот-д'Івуар як зразок успішного капіталізму, навіть незважаючи на те, що зовнішній борг Кот-д'Івуару вийшов з-під контролю. Маючи сприятливий імідж у Сполучених Штатах, Фелікс Уфуе-Буаньї побічно критикував цю країну, вказуючи на систему міжнародної торгівлі, яку США недвозначно підтримували і називав їх відповідальними за економічні труднощі та біди його країни.

## Дипломатичні представництва

### Посольство США
У той час як Ямусукро є політичною столицею Кот-д'Івуару, посольство США розташоване в економічній столиці країни, в Абіджані.

### Посольство Кот-д'Івуару
Посольство Кот-д'Івуару у Вашингтоні, округ Колумбія, є дипломатичним представництвом Республіки Кот-д'Івуар у Сполучених Штатах.